# Drew Sidora
Drew Sidora (1º maggio 1985) è un'attrice e personaggio televisivo statunitense.

## Biografia
Attiva come attrice in ruoli minori fin dall'infanzia, ottiene una maggiore rilevanza a partire dal 2003, quando appare nella nota serie televisiva di Disney Channel Raven. Appare successivamente in alcuni film di successo come White Chicks e il film musicale Step Up: grazie a quest'ultimo progetto esordisce come cantante, interpretando alcune delle canzoni della relativa colonna sonora. Dopo aver recitato in ruoli minori all'interno di altre produzioni televisive e cinematografiche, nel 2013 ottiene il suo primo ruolo da co-protagonista nell'opera biografica di VH1 CrazySexyCool: The TLC Story. In tale film televisivo, Sidora interpreta Tionne Watkins, una delle componenti delle TLC, gruppo musicale di cui il film ripercorre vita e carriera. Nel 2015 figura tra gli interpreti principali della serie TV Hindsight. A partire dal 2020, Sidora figura all'interno di varie produzioni della rete televisiva Bravo, apparendo in particolare fra i protagonisti di varie stagioni di Real Housewives of Atlanta.

## Vita privata
Sidora ha tre figli, di cui due nati dal matrimonio con Ralph Pittman. Nel 2023 i due hanno iniziato le procedure per il divorzio dopo nove anni di matrimonio.

## Filmografia (parziale)

### Cinema
- Never Die Alone, regia di Ernest R. Dickerson (2004)
- White Chicks, regia di Keenen Ivory Wayans (2004)
- Step Up, regia di Anne Fletcher (2006)
- Svalvolati on the road, regia di Walt Becker (2007)
- Motives 2, regia di Aaron Courseault (2008)

### Televisione
- Raven – Serie TV, 4 episodi (2003-2004)
- The Game – Serie TV, 3 episodi (2007)
- JD Lawrence's Community Service – Miniserie TV, 3 episodi (2013)
- CrazySexyCool: The TLC Story – Film TV, regia di Kate Lanier (2013)
- One Love – Serie TV, 8 episodi (2015)
- Hindsight – Serie TV, 8 episodi (2015)

### Video musicali
- Give It up to Me di Sean Paul feat. Keyshia Cole (2005)
- Last Time di Trey Songz (2007)
- Sexy Lady di Yung Berg feat. Junior (2007)

## Doppiatrici italiane
- Laura Latini in Step Up

## Programmi televisivi
- The Real Housewives of Atlanta (2020-presente)
- Celebrity Family Feud (2023)